# Plega signata
Plega signata is een insect uit de familie van de Mantispidae, die tot de orde netvleugeligen (Neuroptera) behoort. 
Plega signata is voor het eerst wetenschappelijk beschreven door Hagen in 1877.